# (4097) Tsurugisan
(4097) Tsurugisan (1987 WW) – planetoida z pasa głównego asteroid okrążająca Słońce w ciągu 3,35 lat w średniej odległości 2,24 j.a. Odkryta 18 listopada 1987 roku.